# جوسیل دا روخا
جوسیل دا روخا (به پرتغالی: Josiel da Rocha) مهاجم اهل برزیل است که در شهر Rodeio Bonito، ریو گرانده جنوبی و در تاریخ ۷ اوت ۱۹۸۰ به دنیا آمده‌است.
جوسیل دا روخا در تیم‌های فوتبال Pelotas سابقهٔ حضور دارد.